# Rebecca Schull
Pour les articles homonymes, voir Schull (homonymie).
Rebecca Schull est une actrice américaine née le 22 février 1929 à New York.

## Filmographie
- 1980 : A Private Battle (TV) : Anne Bardenhagen
- 1968 : On ne vit qu'une fois ("One Life to Live") (série TV) : Twyla Ralston (1982-1983)
- 1983 : Staus: Growing Old in America (TV)
- 1985 : Stone Pillow (TV) : Mrs. Nelson
- 1986 : Trapped in Silence (TV) : Marlys Mengies
- 1989 : Crimes et Délits (Crimes and Misdemeanors) : Chris's Mother
- 1991 : Présumé Coupable (Guilty Until Proven Innocent) (TV) : Beverly Rosen
- 1993 : Ma vie (My Life) : Rose
- 1994 : Attente mortelle (Mortal Fear) (TV) : Dr Danforth
- 1997 : Le Nouvel Espion aux pattes de velours (That Darn Cat) : Ma
- 1997 : Le Cœur en vacances (Holiday in Your Heart) (TV) : Grandma Teeden
- 1998 : The Odd Couple II : Wanda, the Vixen
- 1999 : Mafia Blues (Analyze This) : Dorothy Sobel
- 2002 : Mafia Blues 2 - La rechute ! (Analyze That) : Dorothy Sobel, Ben's Mother
- 2006 : Flannel Pajamas : Elizabeth
- 2006 : Vol 93 (United 93) : Patricia Cushing
- 2006 : Little Children
- 2012 : Suits : Avocats sur mesure : Edith, la grand-mère de Mike
- 2014 : Chasing Life : Emma, la grand-mère d'April